# Else Gores

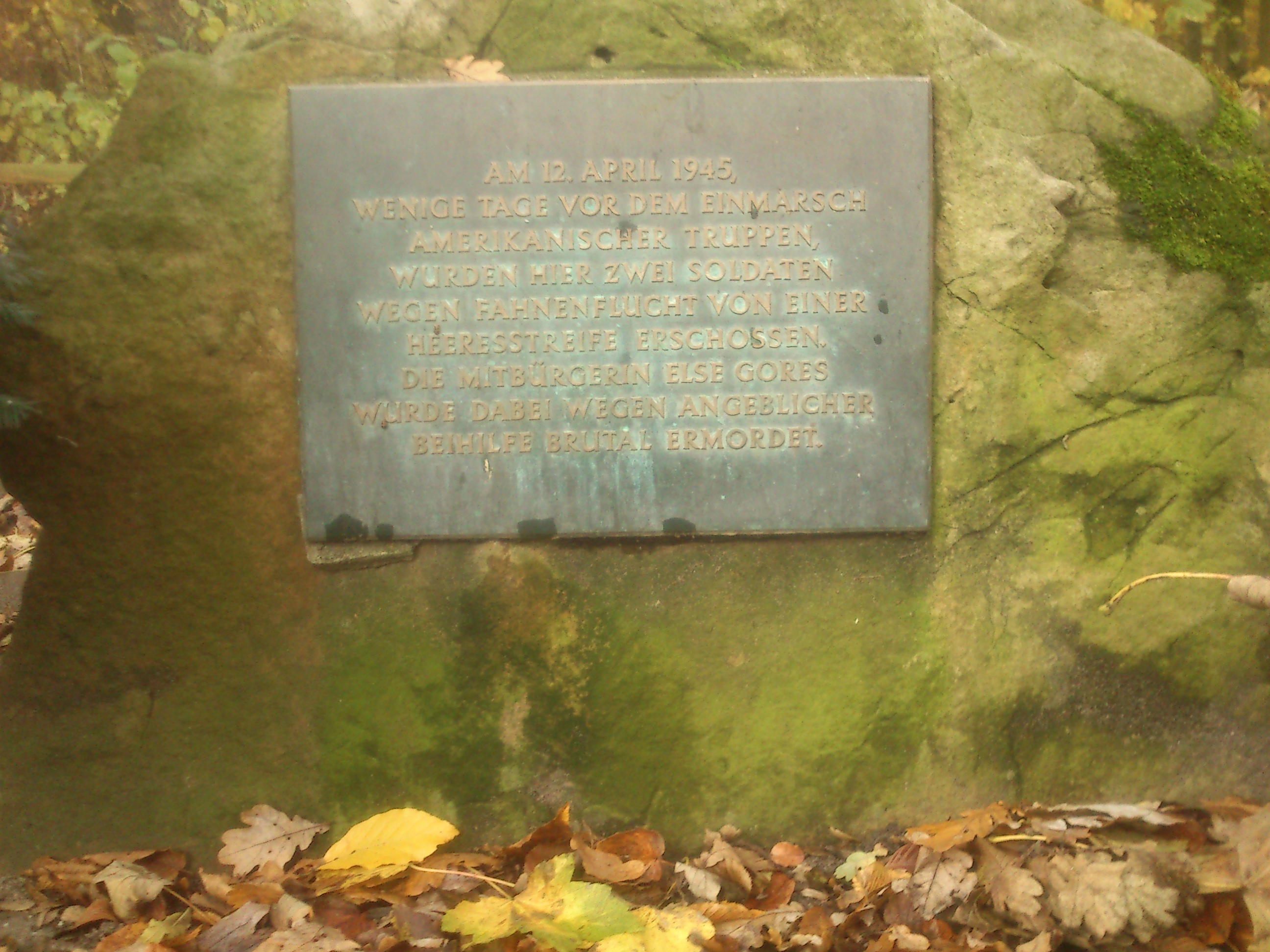
Gedenktafel im Forst Eller

Else Gores (* 1914; † 12. April 1945 in Düsseldorf) war eine deutsche Widerstandskämpferin gegen den Nationalsozialismus.

## Leben
Else Gores war eine Arbeiterin aus Düsseldorf-Vennhausen. Sie half fahnenflüchtigen Wehrmachtssoldaten.
Die Umstände ihres Todes sind nicht abschließend geklärt. Eine Heeresstreife oder Mitglieder der SS fanden bei ihr versteckte Deserteure, nahmen sie fest und erschossen sie. In anderen Berichten wurde sie bei der Hilfeleistung für einen von der Luftabwehr abgeschossenen britischen Piloten von einer Heeresstreife festgenommen und hingerichtet. Anderen Angaben und einem Zeitzeugenbericht zufolge soll sie mit missliebigen Bürgern aus dem Düsseldorfer Stadtteil Eller von der SS verschleppt und nach schweren Misshandlungen ohne jedes Verfahren erschossen worden sein.
Sie soll den ursprünglichen Todesschuss schwer verletzt überlebt haben und am 12. April 1945 in der Nähe der Gaststätte „Waldschänke“ gefunden worden sein. Dorthin wurde sie gebracht, um sie zu versorgen. Bevor sie in ein Krankenhaus transportiert werden konnte, wurde sie wieder von Heeresstreife bzw. SS verschleppt. Seitdem gilt sie als spurlos verschwunden. Sie wurde 31 Jahre alt.

## Ehrungen
Ein Gedenkstein im Eller Forst erinnert an dieses Verbrechen.
Ein Antrag von SPD, Grünen und PDS/DKP in der Bezirksvertretung 8 (Eller, Lierenfeld, Vennhausen, Unterbach), eine jährliche Gedenkfeier an Else Gores am 8. Mai im Eller Forst abzuhalten, scheiterte 2005 an einer Enthaltung aus der SPD und der geschlossenen Ablehnung des Antrages durch die CDU-Fraktion. Die CDU begründete ihre Ablehnung mit der bereits stattfindenden Gedenkveranstaltung am Volkstrauertag.
2024 wurde Else Gores im Rahmen des Projekts Frauenorte in die Liste der FrauenOrte NRW aufgenommen und die Errichtung der Gedenktafel ist für den 12. April 2025 geplant.